# Józefowo, Braniewski
Józefowo [juzɛˈfɔvɔ] (tiếng Đức: Josephsau)  là một ngôi làng ở quận hành chính của Gmina Braniewo, trong huyện Braniewski, Warmińsko-Mazurskie, ở miền bắc Ba Lan, gần biên giới với Kaliningrad của Nga. Nó nằm khoảng 5 kilômét (3 mi)   về phía tây nam của Braniewo và 78 km (48 mi)     phía tây bắc của thủ đô khu vực Olsztyn.
Ngôi làng có dân số 57 người.